# Ufo Baby
Ufo Baby  (だぁ！だぁ！だぁ！, Daa! Daa! Daa!?) é um Mangá japonês de Mika Kawamura que se publica na revista antológica Nakayoshi desde o ano 1998 e do qual se realizou uma série de anime. A série tem uma continuação chamada Shin · Daa! Daa! Daa! (新☆だぁ!だぁ!だぁ!).

## História
Os pais de Miyu Kōzuki têm que ir para os Estados Unidos por motivos de trabalho (a mãe é astronauta), pelo que esta teve que ir viver para o templo budista Saionji, onde vive um amigo da família que resulta ter um filho da idade da Miyu chamado Kanata Saionji. O pai de Kanata sai de viagem esse mesmo dia, assim que os dois ficam sozinhos.
Pela noite, cai do céu um misterioso OVNI com um bebé dentro chamado Ruu e a sua mascota-babysitter Wanya. Os dois são provenientes do planeta Otto e têm poderes mágicos. Como a nave está avariada, os dois extraterrestres não podem voltar, assim que também ficam a viver no templo Saionji, ao cargo da Miyu e de Kanata.
Eles, que esse mesmo ano serão companheiros de turma (do qual o Kanata é o popular da turma), terão o dever de cuidar do Ruu e ocultar os seus poderes às outras pessoas.

## Personagens
Miyu Kōzuki (光月未夢), Garota de 14 Anos . É bastante calma e alegre, é loira e bonita . Depois que seus pais viajam a América é deixada no templo Saionji no qual o pai de Kanata (Hokushō Saionji) viaja para india no mesmo dia assim deixando Kanata e Miyu sozinhos. Inicialmente começou sendo briguenta em relação a Kanata mas depois de descobrir que eram amigos de infância começou a gostar mais dele e assim com o tempo desenvolvendo fortes sentimentos pelo mesmo. 
Miki e Yū Kōzuki, pais da Miyu. Miki, a mãe, foi contratada como astronauta pela NASA, e Yû trabalha de investigador de desenvolvimento de naves espaciais.
Kanata Saionji (西遠寺彷徨), rapaz de 14 anos que vive no templo Saionji. Ele é o representante de turma da sua classe. É muito popular entre as garotas,  mas não lhes presta atenção, até que conhece a Miyu.
No começo ele tinha tendência a provocar Miyu mas depois que descobriu que eram amigos de infância começa a gostar mais dela e acaba desenvolvendo fortes sentimentos românticos em relação a ela. Depois de algum tempo passa a provocar Miyu por motivos diferentes, esconder seu verdadeiros sentimentos por ela.
Hokushō Saionji, pai do Kanata. É um monje budista que, ao princípio da série, viaja até à India.
Ruu (ルゥ, Rû), bebé extraterrestre que tem a capacidade de voar e de fazer levitar objetos leves.Refere-se a Miyu como mama e a Kanata como papa já que são muito semelhantes a seus verdadeiros pais.
Wanya (ワンニャー, Wannyā), Mascote-babysitter com forma de gato e que tem poderes de transformação. 
Christine Hanakomachi (花小町クリスティーヌ), companheira de turma da Miyu e do Kanata que está apaixonada por este. É muito ciumenta. Ela põe-se muito violenta quando vê que o Kanata presta atenção a outra garota, especialmente a Miyu. a sua família é muito rica.
Momoka Hanakomachi (花小町ももか), criança que quer casar com o Ruu e não deixa que ninguém se aproxime dele. É prima da Christine.
Nanami Tenchi (天地ななみ) e Aya Konishi (小西綾), amigas de Miyu.
Mikan Yamamura, nickname da mangaka Mika Kawamura. É desenhista de mangá e leva uma tangerina na cabeça que tem escritos os caractéres みかん ("mikan" - tangerina em japonês). Tem um irmão mais novo chamado Mizuki.
Santa Kurosu (黒須三太), amigo de Kanata.
Outros personagens: Seiya Yaboshi, Nozomu Hikarigaoka e sua catatúa Okame, Kurita Hanakomachi, Akira Kijō.